# Fejér Sándor
Fejér Sándor (Budapest, 1876 - Uście Gorlickie mellett, 1915) festőművész.

## Élete
A Képzőművészeti Főiskolán, Párizsban és Münchenben tanult. Főleg figurális kompozíciók érdekelték, de sok arcképet és tájképet is festett, eleinte sötét tónusokban, élete vége fele derültebb, plein-air törekvésekkel. A Műcsarnok 1909. évi kiállításán szerepelt először. A galíciai harcokban Uście Gorlickie mellett hősi halált halt.
Nevezetesebb kompozíciói: Az irgalmas Szamaritánus; Mátyás király kiveri a törököt Jajce várából; Éjjeli menedékhely.